# Omer Despatys
Omer Despatys, né le 13 janvier 1838 à Melun et mort à Quimperlé le 18 juillet 1918, est un magistrat et homme politique français.

## Biographie
Petit-fils de Pierre-Étienne Despatys de Courteille, ancien député, baron d'Empire et président du tribunal civil de Melun, Camille-Pierre-Augustin-Omer Despatys est le fils d'Antoine-Nicolas-Octave Despatys, juge au tribunal civil de Melun. Sa mère, Marie-Alexandrine-Adrienne Jourdan est la fille d'Augustin Jordan, ancien secrétaire d'ambassade à Rome et maître des requêtes au Conseil d’État, la nièce de Camille Jordan et la cousine d'Alexis Jordan.
Fidèle à la tradition familiale, Omer Despatys fait carrière dans la magistrature. Procureur de la République à Reims et à Chartres, puis substitut du procureur de la République près le tribunal de la Seine (17 janvier 1876), il est révoqué en raison de ses opinions royalistes après l'arrivée au pouvoir des républicains, en 1879.
Il se consacre alors à la politique. En 1881, il est élu conseiller municipal du quartier de la Place-Vendôme après avoir battu l'édile sortant, le républicain Martial Bernard. Constamment réélu au premier tour jusqu'en 1900, il est cependant battu lors des élections municipales de 1904 : une part importante de ses électeurs, préoccupée par les problèmes de santé de leur représentant, a en effet décidé de la remplacer par « un homme actif jouissant de la plénitude de ses facultés physiques », le nationaliste Eugène Billard.
Au cours des années 1880, Despatys a échoué à obtenir un siège à la Chambre des députés malgré plusieurs tentatives dans le 1er arrondissement de Paris :
- en 1881, contre le radical Yves Guyot et le député sortant, l'opportuniste Pierre Tirard, qui est réélu ;
- en 1884, après l'élection de Tirard au Sénat, face au radical Barthélemy Forest, qui est élu au second tour ;
- en 1885, sur la liste de l'opposition conservatrice du département de la Seine, qui n'obtient aucun élu ;
- en 1889, face à Guyot, il se désiste après le premier tour sans pour autant appeler à voter pour le candidat boulangiste, Edmond Turquet[3], qui est battu au second tour.

Retiré de la politique et atteint de cécité, il meurt chez ses petits-enfants au manoir de Québlen, près de Quimperlé, où ses obsèques ont lieu le 20 juillet.